# Instytut Dziedzictwa i Dialogu – Łaźnia Moszczenica
Instytut Dziedzictwa i Dialogu – Łaźnia Moszczenica – samorządowa instytucja kultury w Jastrzębiu-Zdroju z siedzibą w zaadaptowanym budynku łaźni górniczej dawnej Kopalni Węgla Kamiennego „Moszczenica”. W zakresie zadań instytucji mieści się m.in. organizacja i prowadzenie działalności kulturalnej, upowszechnianie kultury i sztuki, ochrona i popularyzacja dziedzictwa postindustrialnego, inicjowanie i prowadzenie badań dotyczących historii kulturowej, rozwój i promocja turystyki.
Łaźnia Moszczenica powstała jako element projektu Postindustrialne dziedzictwo pogranicza i razem z Dolnym Obszarem Vitkovice znajduje się na polsko-czeskim Szlaku węgla i stali. W 2025 r. Łaźnia Moszczenica po raz czwarty została obiektem zaprzyjaźnionym Industriady. Poczyniła również starania o przynależność do Szlaku Zabytków Techniki.
W siedzibie Instytutu Dziedzictwa i Dialogu – Łaźnia Moszczenica mieści się certyfikowany przez Polską Organizację Turystyczną Punkt Informacji Turystycznej.

## Carbonarium
Carbonarium to czteropiętrowa, multimedialna i interaktywna wystawa stała. Mieści się przy ul. Towarowej 7 w Jastrzębiu-Zdroju. Głównym tematem ekspozycji jest węgiel: charakterystyka pierwiastka, znaczenie biologiczne, obieg w przyrodzie, historyczne i współczesne metody wydobycia surowca, jego znaczenie w gospodarce, miastotwórcza rola węgla i jego wydobycia w odniesieniu do Jastrzębia-Zdroju.
Carbonarium zostało otwarte dla zwiedzających 2 września 2023 r.

## Centrum Porozumienia Jastrzębskiego
W Łaźni Moszczenica powstaje druga, po Carbonarium, wystawa stała. Będzie się koncentrować wokół budowy nowego porządku ustrojowego zapoczątkowanego strajkami w jastrzębskich kopalniach w 1980 r. i podpisaniem 3 września 1980 r. przez Międzyzakładowy Komitet Strajkowy z siedzibą w KWK Manifest Lipcowy ze stroną rządową Porozumienia jastrzębskiego, zaliczanego do Porozumień sierpniowych. Oprócz ekspozycji powstanie również Centrum Dialogu integrujące biznes, kulturę i edukację.